# Земля просвітлених
«Земля просвітлених» (англ. The Land of the Enlightened) — міжнародно-спродюсований документальний фільм, знятий Пітером-Яном де Пю. Світова прем'єра стрічки відбулась 24 січня 2016 року на Санденському міжнародному кінофестивалі, а в Україні — на Одеському міжнародному кінофестивалі. Фільм розповідає про банду афганських підлітків, яка продає вибухівку, займається контрабандою блакитного дорогоцінного каміння тощо.

## Визнання
| Нагороди та номінації фільму «Земля просвітлених» | Нагороди та номінації фільму «Земля просвітлених» | Нагороди та номінації фільму «Земля просвітлених» | Нагороди та номінації фільму «Земля просвітлених» | Нагороди та номінації фільму «Земля просвітлених» | Нагороди та номінації фільму «Земля просвітлених» |
| Рік                                               | Кінопремія / Кінофестиваль                        | Категорія / Нагорода                              | Номінант                                          | Результат                                         |                                                   |
| ------------------------------------------------- | ------------------------------------------------- | ------------------------------------------------- | ------------------------------------------------- | ------------------------------------------------- | ------------------------------------------------- |
| 2016                                              | Гонконзький міжнародний кінофестиваль             | Найкращий фільм                                   | «Земля просвітлених»                              | Номінація                                         |                                                   |
| 2016                                              | Кінофестиваль DocAviv                             | Найкращий фільм Depth of Field                    | «Земля просвітлених»                              | Перемога                                          |                                                   |
| 2016                                              | Роттердамський міжнародний кінофестиваль          | Найкращий фільм                                   | «Земля просвітлених»                              | Номінація                                         |                                                   |
| 2016                                              | Санденський кінофестиваль                         | Гран-прі (Документалістика, США)                  | «Земля просвітлених»                              | Номінація                                         |                                                   |
| 2016                                              | Санденський кінофестиваль                         | Найкращий оператор (Документалістика, США)        | Пітер-Ян де Пю                                    | Перемога                                          |                                                   |
| 2016                                              | Одеський міжнародний кінофестиваль                | Найкращий європейський документальний фільм       | «Земля просвітлених»                              | Номінація                                         |                                                   |